# Kaichō wa Maid-sama!
Kaichō wa Maid-sama! (会長はメイド様!, lit. "A Presidente É uma Empregada!") é uma série de mangá shōjo escrita e ilustrada por Hiro Fujiwara. Foi publicada entre dezembro de 2005 e setembro de 2013 na revista  LaLa da editora Hakusensha. Uma adaptação em anime foi ao ar entre 1 de abril de 2010  e 23 de setembro de 2010 no Japão.

## História
Antigamente o Colégio Seika, uma renomada escola cheia de alunos imprudentes, era uma escola apenas para garotos, que passou a aceitar garotas a pouco tempo. No entanto, o número de garotas ainda é bastante inferior ao de garotos, por conta da má fama que o colégio tem, mesmo após as mudanças ao longo dos últimos anos. Assim, Misaki Ayuzawa, a Presidente do conselho estudantil e primeira garota a obter tal posição, usa sua determinação e força para transformar a escola por conta própria, num ambiente melhor e mais atrativo para que as garotas se sintam mais seguras, tendo até mesmo os professores ao seu lado. Ela se destaca nos esportes e estudos, e não só por ser a primeira presidente feminina do conselho estudantil da escola. Ganhou entre os garotos a reputação de "Presidente demônio" por ser rígida e exigir deles uma postura mais adequada e com isso, acabou se tornando uma esperança para professores e as estudantes femininas do colégio Seika. Porém, apesar da sua aparência de durona, Misaki esconde de todos - exceto sua família e das funcionárias do Maid - que trabalha em um Maid Café para ajudar a sua família que ficou com sérias dificuldades financeiras após seu pai abandoná-las, deixando-as afundadas em dividas.
O segredo de Misaki é descoberto por Usui Takumi, um garoto popular do Colégio Seika, que recebe diariamente declarações de amor, sem se importar com tal fato, quando ele a vê sair do Maid Café com sua roupa de Maid. Achando o fato interessante, e ficando encantado com Misaki usando aquela roupa, ao invés de revelar isso à escola, Usui guarda isso para si e se torna um cliente regular do café, para o desgosto de Misaki que o vê como um incômodo. Conhecido por ser bastante inteligente, bom nos esportes e por rejeitar inúmeras declarações amorosas, Usui começa a gostar de Misaki ao observar como ela é diferente: Determinada, forte, prestativa e o principal: Não é atraída por sua aparência como as demais garotas da escola.
Daí em diante, vemos as investidas engraçadíssimas que o Usui dá em cima de Misaki e as diferentes e divertidas formas de rejeição que Misaki dá nele como resposta. Depois de diversas situações cômicas, entre elas, ser confrontada por um amigo de infância que é apaixonado por ela, o qual ela havia se esquecido, Misaki passa a perceber o que realmente sente, apesar de não saber como lidar com seus sentimentos por sua extrema timidez. Uma das melhores comédias românticas já feitas, com continuação no mangá.

## Mídia

### Mangá
Kaichō wa Maid-sama! é escrito e ilustrado por Hiro Fujiwara. A série foi publicada na revista LaLa da editora  Hakusensha e os capítulos foram coletados em volumes. O primeiro volume foi lançado em 5 de setembro de 2006. A série terminou em 24 de setembro de 2013.
Fora do Japão, a série é licenciada pela Tokyopop na América do Norte, JPF na Polônia, Pika Édition na França, Carlsen Verlag na Alemanha, Panini Comics na Itália, México e Brasil, e Everglory Publishing Co em Taiwan.

### Anime
Na edição de outubro de 2009 da LaLa foi anunciado que um adaptação em anime de 26 episódios estava sendo produzida. Ela seria exibida pela TBS e BS-TBS na primavera de 2010. Na edição de 2010 da LaLa, foi revelado que a exibição começaria em 1 de abril de 2010 às 1:55. A adaptação também foi exibida no Tokyo International Anime Fair com a presença dos dubladores Ayumi Fujimura (Ayano Kannagi, Kaze no Stigma), Nobuhiko Okamoto (Rin Okamura, Ao no Exorcist), Kana Hanazawa (Mayuri Shiina, Steins;Gate) e Yū Kobayashi. O último episódio do anime foi exibido em 23 de setembro de 2010.

### CD Drama
Um CD drama para Kaichō wa Maid-sama foi lançado no Japão.